# بيلينغتون (بيدفوردشير)
بيلينغتون (بالإنجليزية: Billington, Bedfordshire)‏ هي قرية وأبرشية مدنية تقع في المملكة المتحدة في إنجلترا.  يقدر عدد سكانها بـ 632 نسمة .